# Exaeretia
Exaeretia  är ett släkte av fjärilar som beskrevs av Henry Tibbats Stainton 1849. Exaeretia ingår i familjen plattmalar, Depressariidae.

## Dottertaxa tillExaeretia, i alfabetisk ordning[1][2]
- Exaeretia allisella Stainton, 1849, Gråboplattmal
- Exaeretia ammitis  Meyrick, 1931
- Exaeretia ascetica Meyrick, 1926
- Exaeretia canella (Busck, 1904)
- Exaeretia ciniflonella Zeller, 1846 Björkplattmal
- Exaeretia conciliatella Rebel, 1892
- Exaeretia culcitella Herrich-Schäffer, 1855
- Exaeretia fulva Walsingham, 1882
- Exaeretia fuscicostella Christoph, 1887
  - Exaeretia fuscicostella eremella Amsel, 1972
- Exaeretia goughi (Bradley, 1958)
- Exaeretia gracilis Walsingham, 1899
- Exaeretia hermophila Meyrick, 1922
- Exaeretia hildaella (Clarke, 1941)
- Exaeretia indubitatella (Hannemann, 1971)
- Exaeretia lechriosema Meyrick, 1928
- Exaeretia ledereri Zeller, 1854
- Exaeretia lepidella Christoph, 1872
- Exaeretia lusciosa Meyrick, 1915
- Exaeretia lutosella Herrich-Schäffer, 1855
- Exaeretia mesosceptra Meyrick, 1915
- Exaeretia mongolicella Christoph, 1882
- Exaeretia montuosellus (Hannemann, 1976)
- Exaeretia nebulosella Caradja, 1920
- Exaeretia nechlys Hodges, 1974
- Exaeretia nivalis (Braun, 1921)
- Exaeretia niviferella Christoph, 1872
- Exaeretia praeustella Rebel, 1917, Alvarplattmal
- Exaeretia preisseckeri Rebel, 1937
- Exaeretia relegata (Meyrick, 1920)
- Exaeretia remotella (Hannemann, 1971)
- Exaeretia scabella (Zeller, 1873)
- Exaeretia significa Meyrick, 1915
- Exaeretia sordidella (Clarke, 1941)
- Exaeretia sutschanensis (Hannemann, 1953)
- Exaeretia thoracefasciella (Chambers, 1875)
- Exaeretia thoracenigraeella (Chambers, 1875)
- Exaeretia umbraticostella Walsingham, 1881

## Bildgalleri

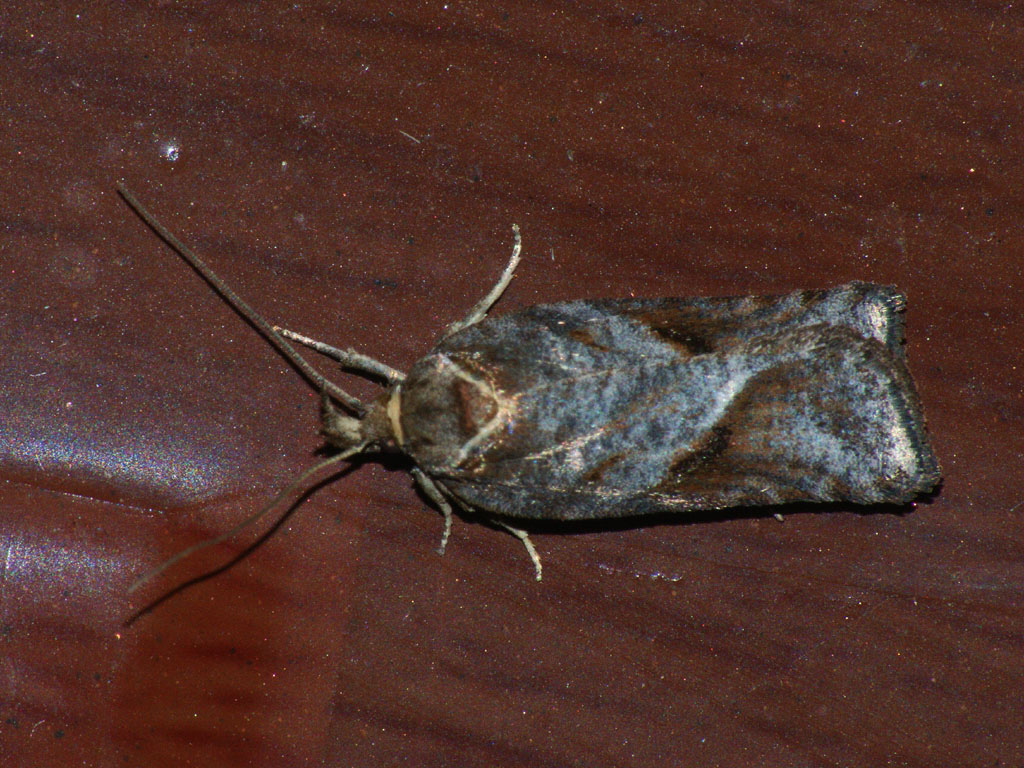
Gråboplattmal, Exaeretia allisella
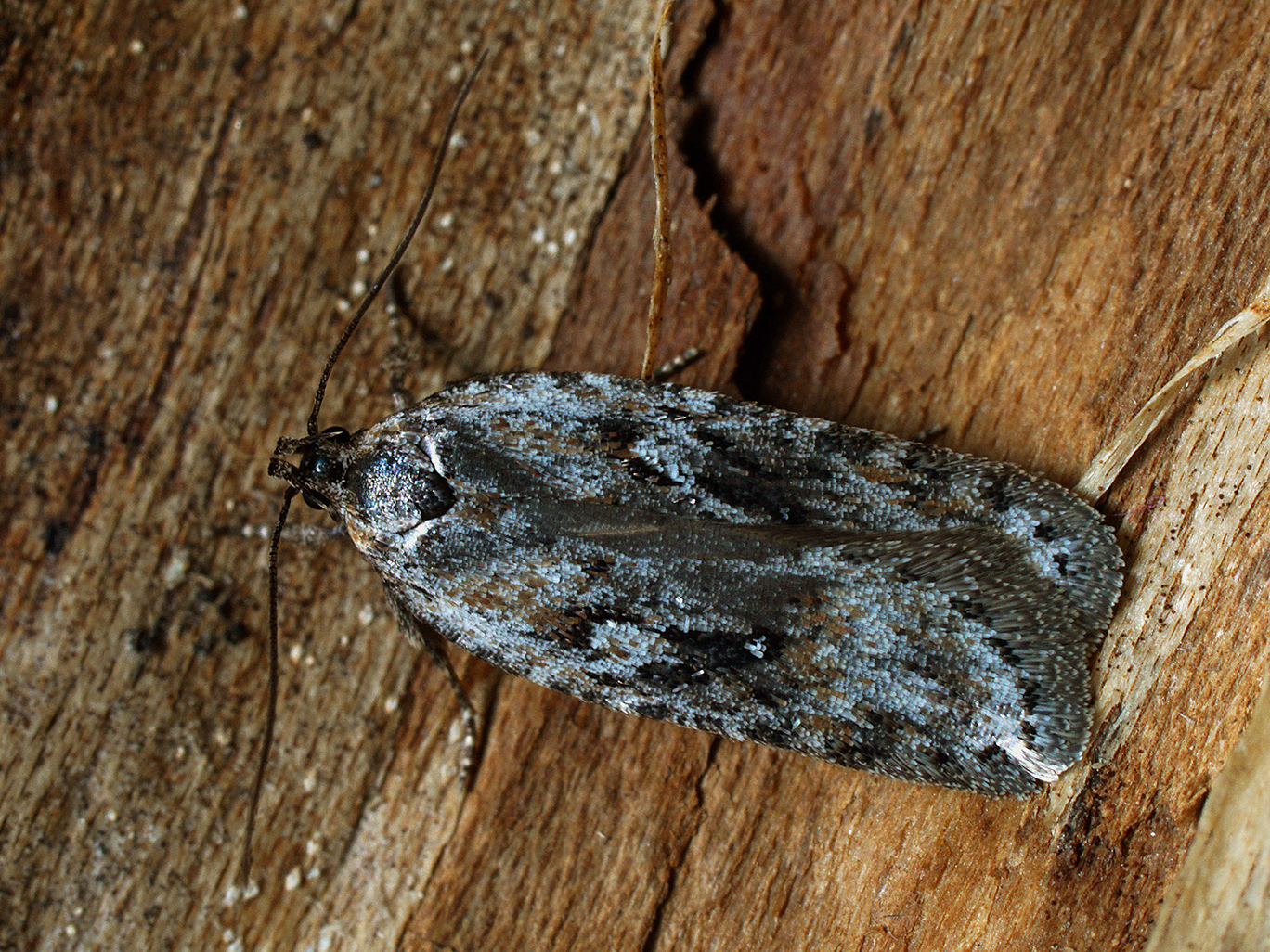
Björkplattmal, Exaeretia ciniflonella
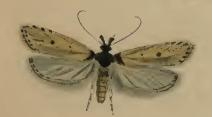
Exaeretia culcitella
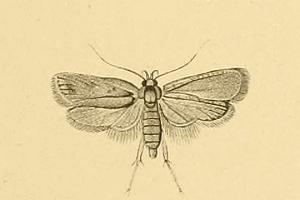
Exaeretia conciliatella
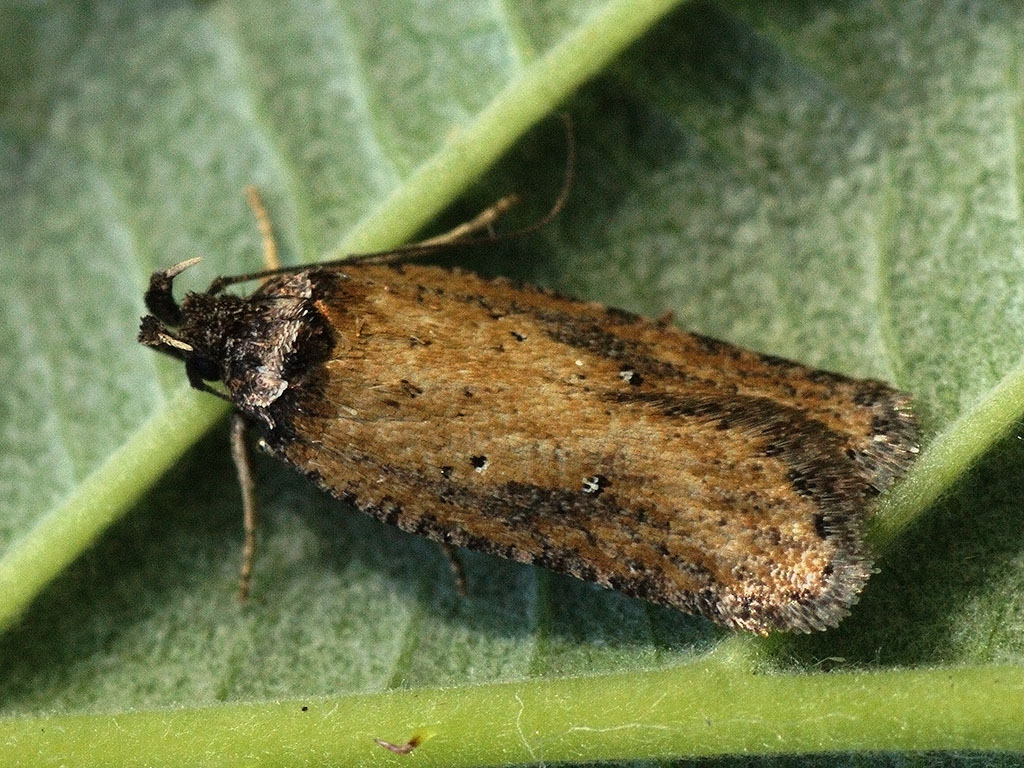
Alvarplattmal, Exaeretia praeustella
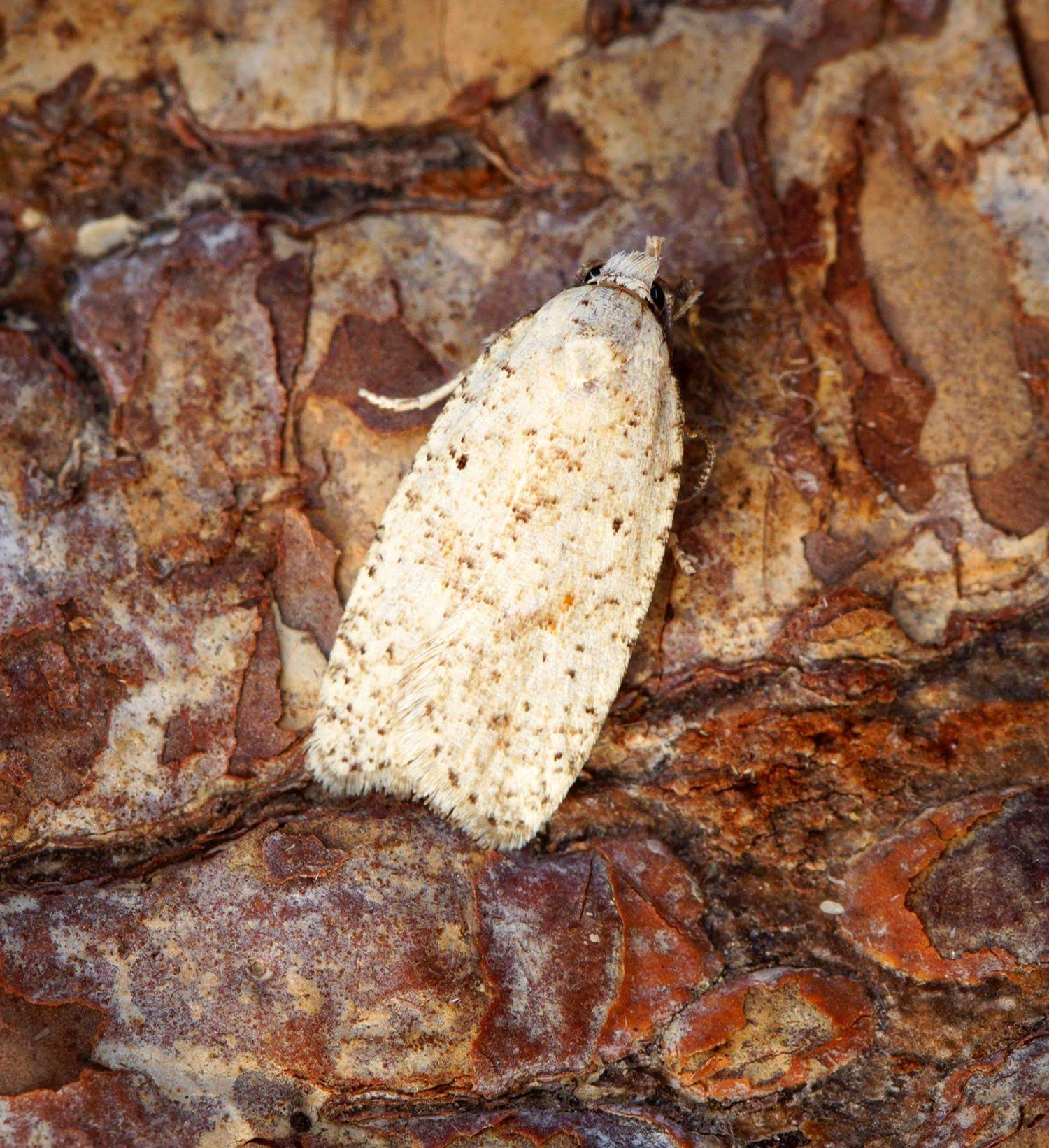
Exaeretia preisseckeri